# Totos (distrito)
Totos é um distrito do peru, departamento de Ayacucho, localizada na província de Cangallo.

## Transporte
O distrito de Totos é servido pela seguinte rodovia:
- AY-106, que liga a cidade de Paras ao distrito de Vinchos[1][2][3]